# Бабан (община Девол)
Бабан (на албански: Baban или Babani) е село в Албания, в община Девол, част от административната област Корча.

## География
Селото е разположено в долината на река Девол, в североизточното подножие на планината Морава.

## История
На Етнографската карта на Битолския вилает на Картографския институт в София от 1901 година Бабан е чисто албанско мюсюлманско село в Корчанската каза на Корчанския санджак със 110 къщи.
До 2015 година селото е част от община Хочища.